# Бурляй Юрій Васильович
Ю́рій Васи́льович Бурля́й (Бурлі́й) (20 лютого 1926, м. Тараща, Київської області
) — вчений механік, доктор технічних наук, займав посади директора Українського науково-дослідного інституту продовольчого машинобудування «УкрНДІпродмаш» та генерального директора Київського науково-виробничого об'єднання «Харчомаш».

## Творчий шлях
Юрій Васильович Бурляй (Бурлій) народився 20 лютого 1926 року в місті Тараща, Київської області, помер 18 лютого 2006 року в місті Києві.
В 1949 році закінчив Київський політехнічний інститут.
З 1949 по 1953 роки — працював на Київському заводі верстатів-автоматів.
З 1954 по 1955 роки — головний інженер Новобиківської машинно-тракторної станції в Чернігівській області.
З 1955 по 1959 роки — працював старшим інженером, а, згодом, головним інженером Київського спеціального конструкторського бюро Головпродмашу Міністерства машинобудування СРСР.
З 1959 по 1962 роки — головний конструктор, а з 1961 заступник начальника технічного відділу Київського раднаргоспу.
З 1962 року — працює в Українському науково-дослідному інституті продовольчого машинобудування, де тривалий час обіймав посаду директора.
Був директором та генеральним директором Київського науково-виробничого об'єднання «Харчомаш».
В 1984 році захистив дисертацію на здобуття наукового ступеня доктора технічних наук.
З 1999 року — головний науковий співробітник інституту УкрНДІпродмаш.
Керував і брав безпосередню участь у створенні нових машин, механізмів і потокових ліній для цукрової, хлібопекарної та кондитерської галузей харчової промисловості, зокрема, пакувальних апаратів для виробів кондитерської і хлібопекарної промисловості.

## Наукові праці
Усі наведені нижче підручники опубліковані у співавторстві:
- Основы расчета и конструирования заверточных автоматов. — Москва, 1969.
- Механизация работ в хлебохранилищах и экспедициях хлебозаводов. — Москва, 1973.
- Оборудование для укладки и упаковки штучных изделий в тару. — Москва, 1975.
- Современное оборудование для упаковки пищевых продуктов. — Москва, 1978.
- Оборудование для кондитерской промышленности, Киев, 1981.